# Палло, Владимир Владимирович
Владимир Владимирович Палло (25 января 1923 года, Москва — 1994 год, там же) — конструктор космических кораблей, лауреат Ленинской премии.

## Биография
Участвовал в Великой Отечественной войне. В 1952 году окончил Московский авиационный институт. С 1947 года работал в НИИ-1, с 1955 года — в ОКБ-1.
В КБ «Салют»:
- с 1959 года — начальник комплекса по стендовой отработке изделий космической тематики,
- с 1968 года — главный ведущий конструктор темы по созданию долговременных орбитальных станций (ДОС),
- с 1979 года — главный конструктор орбитальных станций «Салют»,
- с 1989 года — заместитель генерального конструктора КБ «Салют» по пилотируемой космической тематике.

Руководил созданием и запуском долговременных орбитальных станций «Салют» (1971), «Салют-4» (1974), «Салют-6,7», разработкой транспортных кораблей снабжения (ТКС) — «Космос--929, -1267, -1443, -1686», участвовал в создании модулей космической станции «Мир» — «Квант», «Квант-2», «Кристалл», «Спектр», «Природа».
Брат Арвида Палло.
Похоронен на Введенском кладбище (13 уч.).

## Награды
- Ленинская премия;
- Орден Ленина;
- Орден Отечественной войны 1 степени;
- Орден Красной Звезды.